# Varenbroke
Varenbroke (andere Schreibweisen: Fahrenbruch, Fahrenbroyk, Vahrenbroyk, Varenbrok) ist eine Wüstung im Landkreis Göttingen. Sie konnte bislang noch nicht genau lokalisiert werden, wird aber etwa 2 km südwestlich von Hattorf vermutet, zwischen der Oder und dem Steilhang des Rotenberges.

## Geschichte
Varenbroke wurde erstmals im Jahre 1260 urkundlich erwähnt. Der Zeitpunkt des Wüstwerdens lässt sich nicht sicher bestimmen, liegt aber vermutlich vor 1561.